# Johanneskirche (Kasendorf)

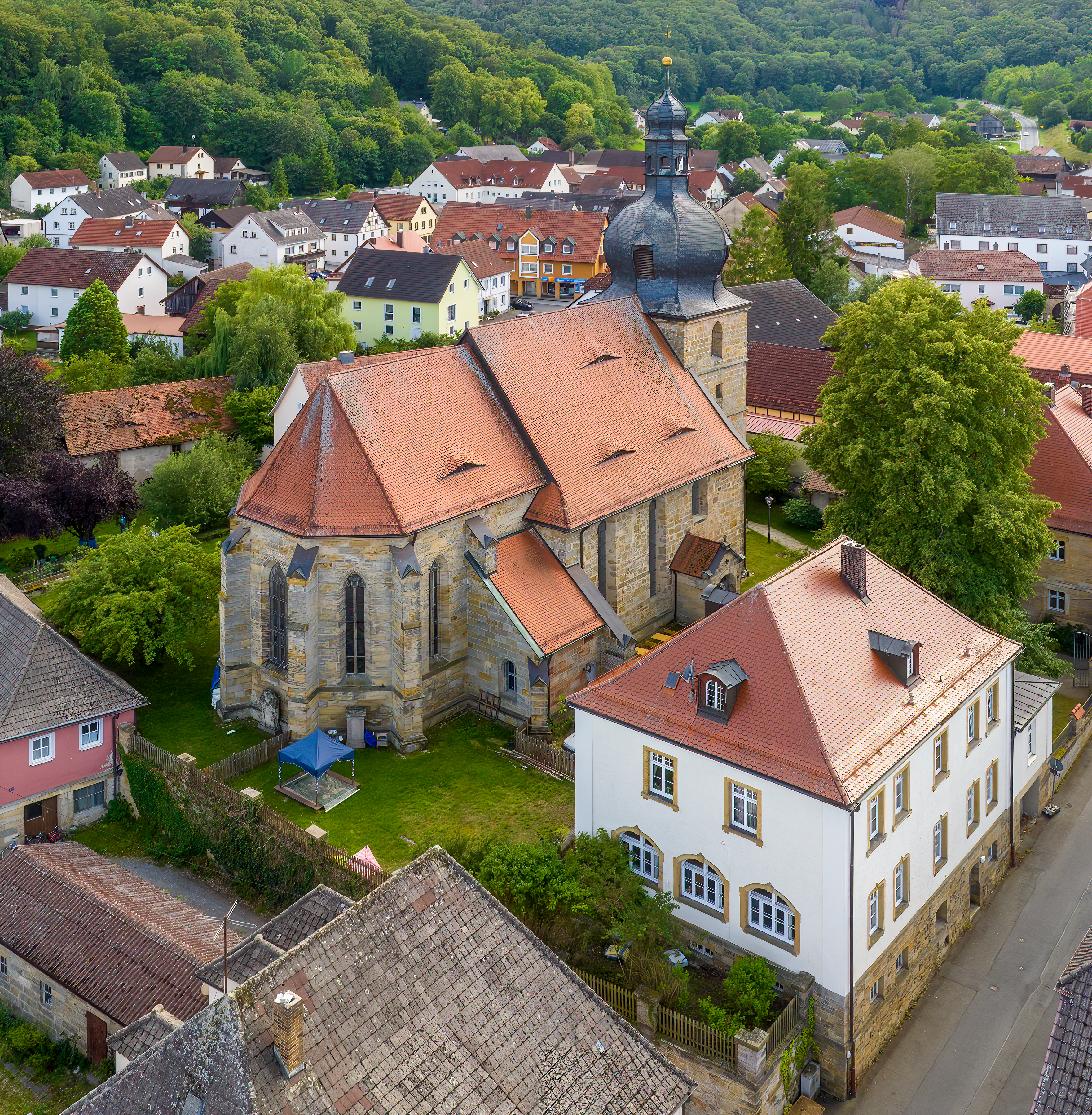
Luftaufnahme von der Nordseite

Bei der Kirche in Kasendorf handelt es sich um die evangelisch-lutherische Pfarrkirche der Kirchengemeinde Kasendorf  im oberfränkischen Landkreis Kulmbach in Bayern.
Der Name der Kirche ist umstritten. Die Kirchengemeinde nennt sie Kilianskirche, also eine Kirche, die dem Heiligen Kilian geweiht ist. Dem schließt sich – mit Verweis auf nachfolgend benannte Problematik – die Marktgemeinde Kasendorf an. Es gibt jedoch verschiedene Hinweise darauf, dass die Kirche ursprünglich nach Johannes dem Täufer benannt war.

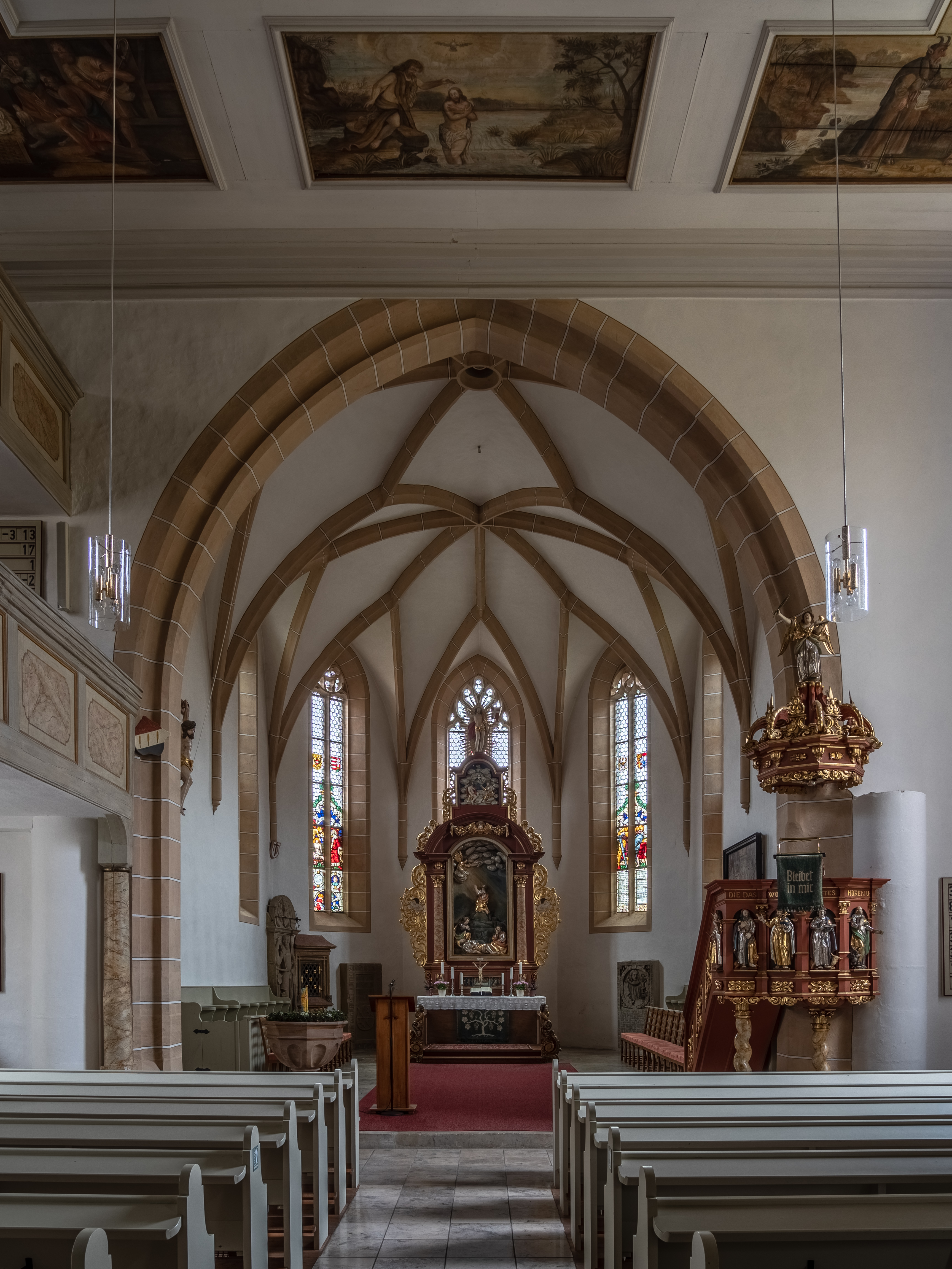
Chorraum mit Altar

Mehrere Werke der Ausstattung stammen von der Bildhauerfamilie Brenck: Der Altar ist eine Arbeit von Johann Georg Brenck, die Kanzel wird Hans Georg Brenck zugeschrieben.
Im Chor befindet sich das Grabmal aus Sandstein von Joachim Rauschner von Lindenberg († 1560), der als Letzter und Edelster seines Geschlechts bezeichnet wird. Er ist in schwerer Ritterrüstung und mit mehreren Waffen dargestellt. In einem rundbogigen Aufsatz befinden sich drei Familienwappen, zwei weitere Wappen sind mittig an der flachen Pilasterrahmung platziert. Ein weiterer Grabstein ist der von Anna Rauschner von Lindenberg († 1534). Der Grabstein von Pfarrer Johannes Wolfgang Erhardi mit lorbeerumkränztem Medaillenportrait wird dem Bildhauer Elias Räntz zugeschrieben.
Die Orgel wurde 1852 von Ludwig Weineck gebaut. Das Instrument umfasste 18 Register auf zwei Manualen und Pedal. 1983 wurde das Werk von Steinmeyer umgebaut und um zwei Register erweitert.